# Rudimov
Rudimov är en ort i Tjeckien.   Den ligger i regionen Zlín, i den östra delen av landet, 270 km öster om huvudstaden Prag. Rudimov ligger 373 meter över havet och antalet invånare är 242.
Terrängen runt Rudimov är kuperad västerut, men österut är den platt. Terrängen runt Rudimov sluttar västerut. Runt Rudimov är det ganska tätbefolkat, med 90 invånare per kvadratkilometer. Närmaste större samhälle är Zlín, 19,9 km nordväst om Rudimov. I omgivningarna runt Rudimov växer i huvudsak blandskog.